# Engenharia de controle e automação

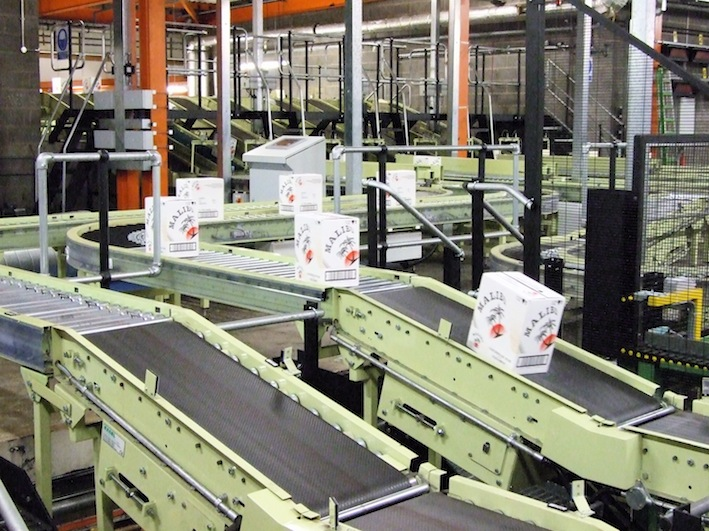
Sistema automático de esteiras, utilizado para transportar os mais diversos tipos de materiais

Engenharia de Controle e Automação é a área dentro da engenharia voltada ao projeto de máquinas automáticas e controle de processos industriais. Para isso são utilizados elementos sensores, elementos atuadores, sistemas de controle, sistemas de supervisão e aquisição de dados e outros métodos que utilizem os recursos da elétrica, mecânica e computação.

## Descrição
A Engenharia de controle e automação tem como objetivo a concepção de máquinas e sistemas para automatizar processos industriais, ou seja, substituir o esforço físico e mental do ser humano em atividades perigosas, repetitivas ou insalubres. Além disso, busca-se garantir máxima qualidade e eficiência dos processos em geral. Para obter-se a automação de um sistema, é necessário ter uma visão global do processo a ser automatizado e combinar esse conhecimento com os princípios de elétrica, mecânica e computação.
A automação é completa quando toda uma linha de produção funciona do começo ao fim sem a intervenção humana, agindo apenas pela ação das próprias máquinas e controladores.
As etapas para se desenvolver um sistema automático podem ser resumidas da seguinte forma: inicia-se com o reconhecimento de um problema e a modelagem matemática do processo, a partir do qual se analisa o comportamento dinâmico da planta, e então se projeta as máquinas e o controlador eletrônico que fará o sistema evoluir da forma desejada, além de se adaptar a possíveis distúrbios e ruídos externos.
Os termos controle e automação já foram ponto de conflito, sobre qual seria o termo mais correto. Automação é um neologismo originado do inglês automation, e refere-se ao uso de máquinas eletromecânicas para facilitar o trabalho do ser humano ou estender sua capacidade física e mental. Controle refere-se ao uso de dispositivos eletrônicos (controladores) que, sem auxílio da ação humana, façam um sistema se comportar da maneira desejada.
Alguns exemplos de sistemas de controle e automação são: robôs industriais, linha de montagem de automóveis, casas inteligentes, caldeiras automáticas, refinarias de petróleo, sistemas de controle de nível em reservatórios, etc.

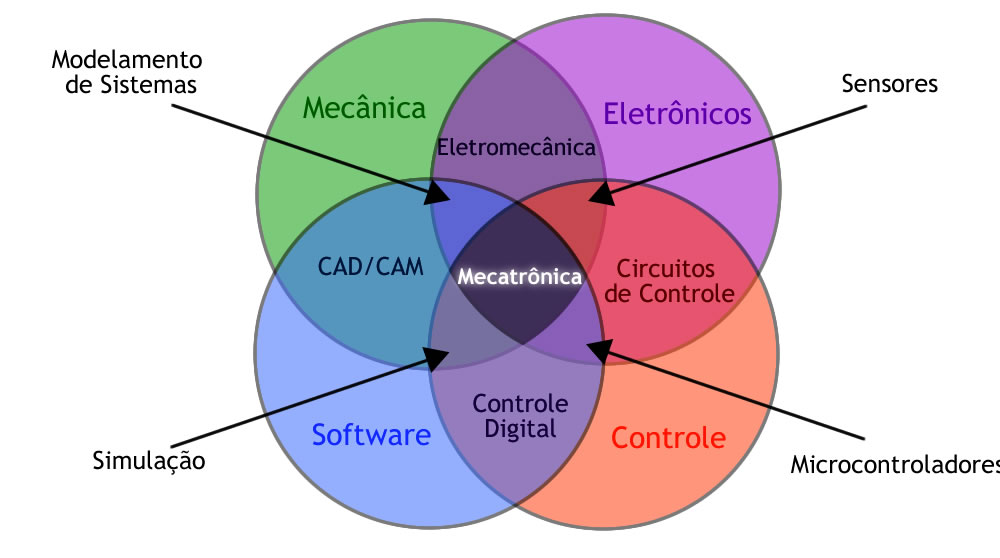
Diagrama de Automação

Na figura é possível observar esta relação, e em especial a interseção entre a mecânica, computação e elétrica - neste caso dividida em eletrônica e controle.

## Histórico do curso de Engenharia de Controle e Automação

### História no mundo
As primeiras máquinas desenvolvidas foram simples, apenas aumentando a capacidade física humana, como alavancas, polias, entre outras. Algum tempo depois, foram inventados os primeiros relógios mecânicos, porém estes  necessitavam de regulagens frequentes. A Revolução Industrial gerou profundo impacto nos processos produtivos e no desempenho industrial, sendo a mecânica o  início do que viria mais tarde a ser a automação industrial.
Foi também no século XVIII, que as primeiras máquinas de combustão surgiram, e eram utilizadas para o bombeamento de água em minas de carvão. Em 1769, James Watt aperfeiçoou a máquina a vapor, inserindo na mesma um controlador dando a ela regularidade de marcha. Tal dispositivo veio a ser conhecido mais tarde como regulador de Watt. Já no início do século XIX, surge a primeira máquina programável: o tear de Jacquard.
As máquinas complexas, desenvolvidas no período entre guerras, como navios e aviões, só foram possíveis graças ao desenvolvimento das primeiras técnicas de automação industrial, baseadas inicialmente em relés eletromecânicos. Com o surgimento da eletrônica do estado sólido e o aparecimento dos primeiros transistores, surgiram os computadores, o que ocasionou uma verdadeira revolução e tornou possível a criação de controladores inteligentes. Durante esse período, também houve avanços notáveis na Teoria de Controle, com os trabalhos de Evans, Nyquist, entre outros.
A automação industrial moderna começou a ser delineada em 1953 quando a empresa Yaskawa, que até então fabricava e abastecia o mercado de mineração de carvão com equipamentos elétricos (principalmente motores), mudou de foco e passou a desenvolver produtos usados na fabricação de aço, para  inicialmente atender as necessidades de uma usina siderúrgica das imediações. Ao tentar fazer um motor elétrico com pouca inércia, a empresa começou a refletir se algo antes feito de forma hidráulica também poderia ser feito de forma elétrica.
O resultado foi a criação de uma linha de servomotores batizada de Minertia – derivada das palavras minimum inertia – e que se caracterizava pela  velocidade de partida e parada, justamente em decorrência da inércia extremamente baixa. O emprego desses servomotores contribuiu para o desenvolvimento de atuadores elétricos capazes de controlar livremente braços e dedos mecânicos, e por isso mesmo chamados de Mochicontrol (motor, machine and control).  Essas foram as bases para que, no final de 1969, a Yaskawa passasse a conceber um modo totalmente diferente e integrado de olhar para o projeto e controle de máquinas. Foi nesse contexto que os cursos de Engenharia de Controle e Automação começaram a surgir em todo o mundo.

### História no Brasil
Durante a década de 40, disciplinas de Controle passaram a ser ministradas nos cursos de Engenharia, sendo que, nos Estados Unidos e na Europa Ocidental, essas disciplinas foram introduzidas, principalmente, nos cursos de Engenharia Elétrica.
O primeiro curso de Controle em uma universidade brasileira ocorreu no segundo semestre de 1953 para os alunos de Engenharia Eletrônica do ITA.
Porém o primeiro curso de Controle ministrado por brasileiros, só ocorreu em 1960, na Escola Politécnica da USP.
Em nível de graduação, a partir dos anos 80, surgem:
- Na Escola Politécnica  da USP, sob a denominação de Engenharia Mecânica – Habilitação Automação e Sistemas;
- As ênfases em Controle e Automação em cursos de Engenharia Elétrica;
- Os cursos de Engenharia de Controle e Automação, tendo sido o primeiro fundado na  UFSC em 1990;

De acordo com a elaboração da Portaria 1694/MEC/94 (Brasil, 1994), foi estabelecido que: “A Engenharia de Controle e Automação é uma habilitação específica que tem sua origem nas áreas Elétrica e Mecânica do curso de Engenharia” (Art. 1º). Isso permitiu rápido crescimento do curso de Engenharia de Controle e Automação, que passou de 8 em 1996 para 60 em 2005.

### História do nome
O nome Engenharia de Controle e Automação (que é o aceito atualmente pelo MEC) surgiu pelas ideias propostas abaixo:
Controle significa Controle Automático (isto é, que se move ou age por si, sem operador) de Sistemas físicos quaisquer.
Compõe-se de dois grandes campos de conhecimento:
- Controle dinâmico de sistemas dinâmicos (representados por equações diferenciais ou de diferenças, pelo menos na variável tempo);
- Controle por eventos discretos de sistemas de eventos discretos (representados por modelos lógicos sequenciais).

Automação (do inglês automation) significa o emprego de máquinas para automatizar processos. Sua origem é um neologismo em língua inglesa, que na década de 60 foi adotado intensamente pelo marketing industrial.
De acordo com a Larousse Cultural (1998), os nomes Automação e Automática são definidos assim:
“Automação- Parte da automática que trata dos automatismos mais complexos. Palavra utilizada pela primeira vez em 1936... na General Motors...”
“Automática- Ciência e técnica da automatização, agrupando o conjunto das disciplinas teóricas e tecnológicas que intervêm na concepção, construção... dos sistemas automáticos.”

## O curso de Engenharia de Controle e Automação
No Brasil, o currículo do curso está organizado em três núcleos:
O básico é formado por disciplinas de cálculo, química, física, álgebra linear, mecânica dos sólidos, desenho técnico, ciências de materiais, humanas, ambientais, administrativas e econômicas.
O profissionalizante genérico compreende disciplinas de sistemas mecânicos, programação de computadores, eletricidade e eletrônica, sistemas digitais, comandos elétricos, mecanismos, elementos de máquinas, modelagem e simulação de sistemas físicos.
As disciplinas do núcleo profissionalizante específico apresentam conteúdos sobre controladores lógico-programáveis, instrumentação, processos de fabricação, robótica industrial, automação da manufatura e controle de sistemas. Esse controle se baseia na programação de máquinas, no monitoramento e aperfeiçoamento do desempenho de processos e adaptações de programas computacionais, com a finalidade de reduzir custos e prazos, aumentar a segurança da produção além de melhorar a qualidade dos produtos e da produtividade de empresas dos mais variados ramos.
Em algumas instituições pode ocorrer variação de ênfase. No CEFET/RJ, por exemplo, a base em Eletrônica é consideravelmente mais profunda que a base em Mecânica. Isso ocorre pela própria situação regional, visto que no Rio de Janeiro, o número de empresas no ramo da automação mecânica é bastante reduzido, frente a outros estados como São Paulo. Já outras instituições, oferecem um currículo equilibrado. Cabe ao aluno verificar através da própria grade curricular, qual a ênfase deste curso na instituição ou universidade desejada.

## A pirâmide da Automação

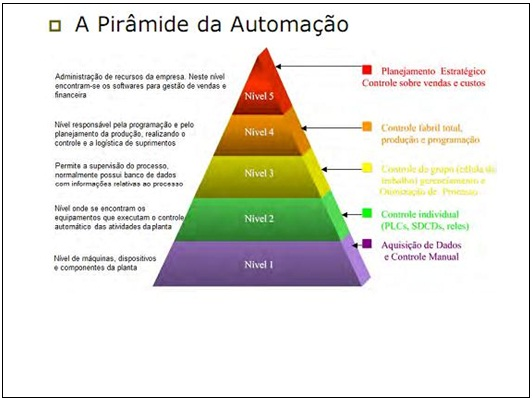
Pirâmide da Automação

O trabalho de um Engenheiro de Controle e Automação pode ser representado pela pirâmide abaixo:
Nível 1: Aquisição de Dados e Controle Manual.
Composto por máquinas, componentes e dispositivos da planta, como sensores, atuadores e dispositivos de campo.
Nível 2: Controle Individual (PLCs, SDCDs, relés).
Nível onde se encontram os equipamentos que executam o controle automático das atividades da planta.
Nível 3: Controle de Grupo (célula de trabalho), gerenciamento e Otimização de Processo.
Permite a supervisão do processo, normalmente possui banco de dados com informações relativas ao processo.
Nível 4: Controle fabril total, produção e programação.
Nível responsável pela programação e pelo planejamento da produção realizando o controle e a logística de suprimentos. Condiz com o gerenciamento da planta.
Nível 5: Planejamento Estratégico e Controle sobre vendas e custos.
Administração de recursos da empresa. Neste nível encontram-se os softwares para gestão de venda e gestão financeira, o gerenciamento corporativo.

## Sistemas de Controle
Um sistema de controle é basicamente um sistema entrada(s)-saída(s). O sistema a ser controlado é, em geral, chamado de processo ou planta. O processo é um sistema dinâmico, ou seja, seu comportamento é descrito matematicamente por um conjunto de equações diferenciais. Como exemplos de sistemas dinâmicos temos, entre outros: sistemas elétricos e mecânicos. A entrada do processo é chamada de variável de controle ou variável manipulada (MV) e a saída do processo é chamada de variável controlada ou variável de processo(PV).
A filosofia básica de um sistema de controle é unir o resultado da leitura dos elementos sensores com a ação dos elementos atuadores. Eles recebem as informações lidas dos sensores para saber o atual estado do processo, executa cálculos e lógicas pré-definidas (também chamadas de lei de controle) e envia o resultado para os atuadores, de modo que a situação atual do processo seja modificada para que se atinja um ponto de operação próximo do desejado.
Para projetar um controlador são utilizadas diversas ferramentas computacionais, técnicas e teorias de controle. As ferramentas computacionais permitem que o processo seja simulado em um computador para que os parâmetros do controlador possam ser projetados sem a necessidade de utilizar o processo real. Uma vez projetado o controlador o mesmo é implementado e validado no processo real.
Os Sistemas de Controle unem o resultado da leitura dos elementos sensores com a ação dos elementos atuadores. Eles recebem as informações lidas dos sensores para saber o atual estado do processo, executa cálculos e lógicas pré-definidas (também chamadas de lei de controle) e envia o resultado para os atuadores, de modo que a situação atual do processo seja modificada para que se atinja um ponto de operação próximo do desejado.
Na era da modernidade, o uso dos sistemas de controle é disseminado: desde uma simples boia que controla o nível de um tanque d'água, até os sistemas digitais das indústrias mais sofisticadas.
Para implementar sistemas de controle, são utilizados dispositivos como microcontroladores, CLP's e microprocessadores, entre outros. Estes dispositivos possuem em comum entradas e saídas (Portas de entrada/saída), que servem para realizar a comunicação com os dispositivos periféricos (sensores e atuadores).
Estas portas de entrada/saída também podem ser destinadas a realizar a comunicação com outros sistemas, a fim de fornecer dados de leitura dos sensores ou até receber instruções externas para os atuadores.

### Controladores

#### CLP´s
Ao final da década de 1960, o advento dos circuitos integrados permitiu o desenvolvimento de minicomputadores que logo foram utilizados para controle on-line de processos industriais. Em 1969 surgiram os primeiros controladores e, em 1970, eles incorporaram microprocessadores, sendo então denominados Controladores Lógicos Programáveis (CLPs ou PLCs, da sigla em inglês, a qual possui emprego mais amplo, uma vez que a primeira se tornou marca registrada de propriedade exclusiva de um fabricante nacional). Este dispositivo foi concebido para controlar equipamentos e processos , devendo reagir e apresentar respostas a estímulos no menor tempo possível (operação em “tempo real”).
Na automação, o emprego de CLPs deve-se considerar:
- Compatibilidade entre instalação elétrica e pontos de Entrada/Saída
- Existência de chaves de proteção de hardware
- Tipo e forma de endereçamento
- Estrutura da palavra
- Tipo e forma dos sinais aceitáveis
- Compatibilidade dos equipamentos eletromecânicos

Para ser considerado como CLP, o equipamento precisa reunir três características básicas:
- Executar uma rotina cíclica de operação durante seu funcionamento
- Forma básica de programação através de uma linguagem oriunda dos diagramas elétricos de relés
- Produto projetado para operação em ambiente industrial, e sujeito a condições adversas (umidade, temperatura, gases inflamáveis, oxidações, poeira)

Um CLP é constituído basicamente por:
- Fonte de alimentação
- Unidade Central de Processamento (UCP)
- Memórias dos tipos fixa (Memória de programa) e volátil (Memória de dados)
- Dispositivos de entrada e saída
- Terminal de programação

As linguagens de programação utilizadas por um CLP podem ser divididas em dois tipos básicos: as textuais (Lista de Instruções  e Texto Estruturado), oriundas da programação baseada em mnemônicos, e as gráficas, representadas pelas linguagens tradicionais baseadas em relés e em blocos funcionais (Linguagem Ladder, Linguagem em Diagrama de Blocos Funcionais e Diagrama de Funções Sequenciais).
Em geral, os CLPs permitem dois modos básicos de operação: o Modo de Programação, destinado à elaboração e alteração de programas aplicativos; e o Modo de Execução (run), destinado à execução do programa contido na memória do dispositivo (Ciclo de Execução). O Ciclo de Execução (scan) é realizado ciclicamente, e compreende:
- Leitura dos valores de entrada e seu respectivo armazenamento na memória (imagem das entradas);
- Processamento das instruções do programa aplicativo, empregando a imagem das entradas e gerando na memória os valores de saída (imagem das saídas);
- Atualização das saídas , através do envio da respectiva imagem para os módulos de saída.

#### Microcontrolador
O microcontrolador é um circuito integrado incorporado em um chip, composto por processador, entradas, saídas e memória. Através da programação realizada no dispositivo, os microcontroladores podem controlar suas saídas, tendo como referência as entradas ou um valor pré-determinado no programa.
Diferenças entre os microcontroladores:
- Quantidade de memória interna.
- Velocidade de processamento.
- Quantidade de sinal de entrada e saída (I/O).
- Alimentação.
- Periféricos.
- Arquitetura.
- Set de instruções.

Características:
- Consumo pequeno.
- Modo de espera.
- Tamanho reduzido.
- Baixo custo.

Por apresentar tamanho reduzido e baixo consumo, são muito utilizados em automação industrial e controle, bem como em outras aplicações. Exemplos: controle de motores de indução, controles de nível, controladores de máquinas industriais, sistemas de supervisão, etc. Estes sistemas são uma alternativa eficiente e barata para controlar muitos processos industriais e aplicações, sendo utilizados em conjunto com muitas máquinas eletromecânicas. Além das aplicações industriais, também são comumente empregados em sistemas de computação embarcada.

#### Single Loop e Multi Loop
Controladores Single Loop e Multi Loop são dispositivos dedicados microprocessados e configuráveis; a principal diferença entre eles é que o Single Loop - de baixo custo - controla uma única malha, e o multi loop, duas ou mais malhas (ambos têm as mesmas características principais). Eles resolvem o algoritmo de controle para produzir uma saída controlada.
Características:
- Tamanho pequeno;
- Funções de controle (qualquer função configurável);
- Auto-sintonia: Programação temporal e sequenciamento de operações (não está presente em todos single-loops);
- A configuração pode ser feita através de teclados acoplados ao instrumento ou através de programadores separados;
- O instrumento incorpora todos os avanços da tecnologia eletrônica, microprocessadores, displays novos e programas criativos;
- Capacidade de auto/manual;
- Ponto de ajuste múltiplo;
- Memória.

A aplicação típica do Single Loop é em plantas pequenas e médias, principalmente onde há malhas críticas de processos industriais.

## Elementos Sensores
São os elementos responsáveis pela leitura do estado em que o processo se encontra. Os sensores (ou transdutores) medem grandezas mecânicas como de posição, de velocidade e aceleração; grandezas físicas como de temperatura, de fluxo, de nível e de pressão; grandezas químicas como de concentração, entre outras. Eles enviam para o controlador a atual situação do processo para que este possa tomar as medidas necessárias.
A obtenção de algumas dessas variáveis pode ser impossibilitada por razões operacionais ou econômicas. Para contornar essa limitação as grandezas de interesse podem ser estimadas através da medição de outras. Isso pode ser feito utilizando-se um estimador de estados ou através de inferência.

## Elementos Atuadores
Atuador é um elemento capaz de modificar grandezas físicas no sistema ao qual pertence
(geralmente produzindo movimento) atendendo a comandos que podem ser manuais ou automáticos, nesse processo também acontece a conversão de diferentes tipos de energia, são exemplos de elementos atuadores: cilindros pneumáticos (pneumática), cilindros hidráulicos (Hidráulica) e motores (dispositivos rotativos com acionamento de diversas naturezas).
Para se classificar os elementos atuadores podem ser usados três critérios diferentes,são eles:
- Energia de saída: mecânica, térmica, óptica, etc.
- Princípio de funcionamento: mecânico, pneumático, hidráulico, eletromagnético, etc.
- Se for um atuador que gera movimento, pelo tipo de movimento: linear ou rotativo.

## Técnicas de Controle

### Controle em malha fechada
No controle em malha fechada, informações sobre como a saída de controle está evoluindo são utilizadas para determinar o sinal de controle que deve ser aplicado ao processo em um instante específico. Isto é feito a partir de uma realimentação da saída para a entrada. Em geral, a fim de tornar o sistema mais preciso e de fazer com que ele reaja a perturbações externas, o sinal de saída é comparado com um sinal de referência (chamado no jargão industrial de set-point) e o desvio (erro) entre estes dois sinais é utilizado para determinar o sinal de controle que deve efetivamente ser aplicado ao processo. Assim, o sinal de controle é determinado de forma a corrigir este desvio entre a saída e o sinal de referência. O dispositivo que utiliza o sinal de erro para determinar ou calcular o sinal de controle a ser aplicado à planta é chamado de controlador ou compensador.
Em resumo, a utilização da realimentação e, portanto, do controle em malha fechada, permite entre outros:
- aumentar a precisão e exatidão do sistema.
- rejeitar o efeito de perturbações externas.
- melhorar a dinâmica do sistema e, eventualmente, estabilizar um sistema naturalmente instável em malha aberta.
- diminuir a sensibilidade do sistema a variações dos parâmetros do processo, ou seja, tornar o sistema robusto

### Controle em malha aberta
O controle em malha aberta consiste em aplicar um sinal de controle pré-determinado, esperando-se que ao final de um determinado tempo a variável controlada atinja um determinado valor ou apresente um determinado comportamento. Neste tipo de sistema de controle não são utilizadas informações sobre evolução do processo para a determinar o sinal de controle a ser aplicado em um determinado instante. Mais especificamente, o sinal de controle não é calculado a partir de uma medição do sinal de saída.
Características básicas de um sistema de controle que opera em malha aberta: imprecisão, nenhuma adaptação a variações externas (perturbações), dependência do julgamento e da estimativa humana. Por outro lado, este tipo de sistemas são em geral simples e baratos, pois não envolvem equipamentos sofisticados para a medição e/ou determinação do sinal de controle.

## Atribuições Profissionais
O Engenheiro de Controle e Automação recebe a seguinte designação profissional do CONFEA/CREA:
- Grupo: 1 Engenharia
- Modalidade: 2 Eletricista
- Nível: 1 Graduação
- Código: 121-03-00
- Título: Engenheiro de Controle e Automação

Destaca-se que a estrutura do Curso foi concebida para que o aluno receba atribuição profissional básica semelhante aos Engenheiros Eletricistas, com ênfase nas seguintes áreas de atuação:
- Controle e automação de processos;
- Eletrônica industrial;
- Engenharia de sistemas e produtos;

Nessas áreas, o Engenheiro de Controle e Automação recebe atribuições para exercer 18 tipos de atividades:
- Supervisão, coordenação e orientação técnica;
- Estudo, planejamento, projeto e especificações;
- Estudo de viabilidade técnico-econômica;
- Assistência, assessoria e consultoria;
- Direção de obra e serviço técnico;
- Vistoria, perícia, avaliação, arbitramento, laudo e parecer técnico;
- Desempenho de cargo e função técnica;
- Ensino, pesquisa, análise, experimentação, ensaio e divulgação técnica; extensão;
- Elaboração de orçamento;
- Padronização, mensuração e controle de qualidade;
- Execução de obra e serviço técnico;
- Fiscalização de obra e serviço técnico;
- Produção técnica e especializada;
- Condução de trabalho técnico;
- Condução de equipe de instalação, montagem, operação, reparo ou manutenção;
- Execução de instalação, montagem e reparo;
- Operação e manutenção de equipamento e instalação;
- Execução de desenho técnico.

## Perfil e áreas de atuação
A Engenharia de Controle e Automação é uma atividade-meio, ou seja, a mesma utiliza técnicas que são básicas para toda engenharia, além de ser instrumento para aplicação em várias as áreas do conhecimento. Ela está presente na indústria química, petroquímica, alimentícia, têxtil, automotiva e empresas de saneamento, uma vez que a necessidade de automatizar processos é cada vez maior em diversos setores.
Todos os ramos da manufatura se beneficiam das técnicas de controle. Entre as aplicações neste ramo da indústria está a robótica industrial, usinagem de peças, controle de motores, entre outras.
O projeto de um sistema de controle automático requer o conhecimento amplo e aprofundado de várias outras disciplinas que vão desde a eletrônica até a otimização, passando pela informática, matemática discreta e a teoria de sistemas lineares e não-lineares.
Com base na Resolução 11/CNE/2002, é possível definir para os Engenheiros de Controle e Automação o conjunto de habilidades e competências necessárias ao exercício da profissão que deverá condicionar a formação, de modo a permitir aos egressos: equacionar problemas da área utilizando conhecimentos matemáticos, científicos, tecnológicos e instrumentais, com propostas de soluções adequadas e eficientes; criar equipamentos e dispositivos de automação de qualquer natureza; coordenar, planejar, operar e manter sistemas na área de Engenharia de Controle e Automação e questões correlatas encontradas em outras áreas; comunicar eficientemente nas formas oral, escrita e gráfica; ser consciente do impacto das atividades da Engenharia de Controle e Automação no contexto social e ambiental; atuar em equipes multidisciplinares; ter postura ética, responsável e de permanente busca de atualização profissional.
Assim, com base numa formação suficientemente abrangente para exercer uma ação integradora, o Engenheiro de Controle e Automação poderá, no que concerne às atividades de engenharia: trabalhar em setores industriais, comerciais, residenciais e de serviços, sendo responsável pela modernização, automação e otimização destes processos; atuar em empresas de engenharia, projetando e integrando sistemas de automação industrial, hospitalar e predial; participar de treinamento de recursos humanos em empresas em geral e instituições de ensino; executar projetos de engenharia básica visando planejar a expansão e automação de longo prazo; desenvolver equipamentos industriais, controle, operação e supervisão de processos industriais, comerciais e residenciais. Além disso, dependendo das opções que fizer durante e após o curso, o profissional formado poderá também se dedicar ao desenvolvimento e gerência do próprio negócio, tornando-se um empresário.
O profissional formado deve ter sólida base teórica em física, matemática e informática, além de conhecimentos em eletricidade e mecânica (controle e instrumentação eletrônica, equipamentos eletromecânicos e acionamentos elétricos, pneumáticos e hidráulicos) que lhe permitam compreender os efeitos das interfaces entre o mundo real e o sistema de automação.
De forma geral, tem-se:
- Nível de componente: circuito integrado, sensor, atuador, mecanismo, mancal.
- Nível de máquina: robôs, máquinas de usinagem, medição, inspeção, movimentação, embalagem.
- Nível de sistema produtivo: projeto e análise auxiliados por computador, manufatura integrada por computador, sistema flexível de manufatura.[25]

Quanto mais próximo do nível de componente, mais próximo de fenômenos físicos estará o Engenheiro de Controle e Automação. Quanto mais próximo do nível de sistema produtivo, mais interessado em informação e abstrações estará esse Engenheiro. A formação em Engenharia de Controle e Automação deve, portanto habilitá-lo a transitar por esses diferentes níveis, tendo a capacidade de integrar e combinar conhecimentos.
Algumas áreas em que o profissional pode atuar:
Automação comercial e residencial: Projetar sistemas automatizados de controle de equipamentos em edifícios comerciais e em residências, como elevadores, iluminação, aparelhos de ar condicionado e eletrodomésticos.
Automação industrial: Projetar máquinas e equipamentos eletromecânicos automatizados ou robotizados. Atuar na concepção de células de manufatura e redes industriais.
Eletrônica Industrial: Projetar sistemas eletrônicos analógicos ou digitais. Atuar com instrumentação eletrônica. Programar microcontroladores.